# روما اسرانی
روما اسرانی (انگلیسی: Roma Asrani؛ زادهٔ ۲۱ اوت ۱۹۸۷) یک هنرپیشه و مانکن اهل هند است. وی از سال ۲۰۰۵ میلادی تاکنون مشغول فعالیت بوده‌است.
از فیلم‌ها یا برنامه‌های تلویزیونی که وی در آن نقش داشته است می‌توان به دفتر و ترافیک اشاره کرد.